# Andrey Chukhley
Andrey Chukhley (tiếng Belarus: Андрэй Чухлей; tiếng Nga: Андрей Чухлей; sinh 2 tháng 10 năm 1987 ở Minsk) là một tiền vệ bóng đá Belarus của Dnepr Mogilev.

## Sự nghiệp
Chukhley rời khỏi FC Tyumen vào tháng 12 năm 2014.
Ngày 11 tháng 8 năm 2016, Andrey Chukhley gia nhập câu lạc bộ A Lyga Kauno Žalgiris. Anh chuyển đến đội bóng A Lyga khác Jonava trong kì chuyển nhượng mùa đông năm 2016–17, but decided to leave the club after 4 months.